# Heterocerus angustatus
Heterocerus angustatus is een keversoort uit de familie oevergraafkevers (Heteroceridae). De wetenschappelijke naam van de soort is voor het eerst geldig gepubliceerd in 1864 door Chevrolat.